# André-Philippe Futa
André-Philippe Futa Mudiumbula Tshitumbu Tshipadi, né à Miabi en république démocratique du Congo le 26 août 1946 et mort le 1er octobre 2009 à Paris 8e, est un homme politique congolais (RDC).
Il est ministre de l'Agriculture dans le premier gouvernement de Joseph Kabila, puis ministre des Finances entre septembre 2003 et novembre 2005 dans le Gouvernement de transition, poste auquel lui a succédé Marco Banguli le 18 novembre 2005. Il est ministre de l’Économie nationale et du Commerce dans le gouvernement Gizenga II et ensuite dans le gouvernement Muzito, jusqu’à son décès.
André-Philippe Futa était l'initiateur et le deuxième président national du PANU (élu en Congrès en 2006), un parti politique congolais et Coordonnateur de l'Alliance pour la Majorite Présidentielle (AMP) jusqu’en novembre 2007, regroupement politique du Président Joseph Kabila.

## Biographie
André-Philippe Futa Mudiumbula Tshitumbu Tshipadi, fils de Kabongo wa Mfuta wa Kalubi et de Marie-Madeleine Tshiambuaya, est né à Miabi en république démocratique du Congo le 26 août 1946. Il est marié et père de dix enfants.
Membre de la famille royale des Bena Mbayi et des Bakwa Dishi, il est le chef traditionnel des Bakwa Dishi.
À l’âge de 7 ans, il est admis à l’école primaire de Miabi et ensuite il intègre l’École des Père Scheut à Merode. En 1960, il entame les études secondaires à Merode et il les poursuit à l’Institut Saint-François-Xavier en section scientifique, option biologie-chimie, il y obtient son diplôme homologue en 1966.
En automne 1966, il épouse Marie Mbiya Mbombo. Il rentre à l’’sité officielle du Congo (UOC) où il étudie les sciences agronomiques et sera reçu avec distinctions Ingénieur agronome. Cinq ans après son admission à l’UOC, il se rend à Kamina où il devient chef de secteur à la Compagnie des Grands Élevages de Katongola. En 1972, il devient professeur-assistant à l’Université nationale du Zaïre.
En 1974, Futa, son épouse et leurs enfants se rendent aux États-Unis. Il intègre à l’Université de Floride où il fait une maîtrise en Économie des ressources naturelles, diplôme qu’il obtient en 1976. Il obtient son Ph.D. en 1979 de l’Oklahoma State University.
En 1980, la famille s'installe à Abidjan, Côte d'Ivoire, ou Futa entre à la Banque africaine de développement (BAD) au sein de laquelle il gravira les échelons. Entretemps, Futa épouse Évelyne Eliam. En 1997, il sera détaché à l’International Center for Insect Physionomy and Ecology (ICIPE) comme directeur. Deux ans plus tard, il retourne à la BAD en tant que directeur de l'Afrique de l'Est au bureau régional d'Addis-Abeba en Éthiopie.
En avril 2001, Futa revient à Kinshasa lorsqu'il est appelé par le président de la république démocratique du Congo à joindre son gouvernement en tant que ministre de l’Agriculture, Pêche et Élevage. Le président Joseph Kabila lui renouvellera sa confiance en le nommant au ministère de l’Économie en novembre 2002. Il sera plus tard nommé au poste de ministre des Finances en remplacement de Modeste Mutombo Kyamakosa. En 2004, il est élu président du Conseil des Gouverneurs de la Banque mondiale et du Fonds monétaire international. Après avoir servi honorablement à ce poste, Futa quittera le Ministère des Finances et se consacrera aux activités de son parti, le Parti de l'alliance nationale pour l'unité (PANU), duquel il sera élu président national le 6 mars 2006 lors du premier congrès du parti.
En janvier 2007, il se fait élire sénateur de la province du Kasaï Oriental. Futa est rappelé au gouvernement le 25 novembre 2007 en tant que ministre de l’Économie nationale et du Commerce, à la suite du remaniement ministériel du gouvernement Gizenga.
André-Philippe Futa fut membre de plusieurs associations scientifiques telles que Omicron Delta Epsilon et International Association of Agricultural Economist. Il a fait des publications dans le domaine du développement économique.
André-Philippe Futa, ministre de l'Économie nationale et du Commerce, est mort d'une crise cardiaque le 1er octobre 2009 dans sa chambre d'hôtel à Paris (France). Il y était en escale et devait revenir le même jeudi 1er octobre 2009 à Kinshasa après avoir représenté son pays au deuxième sommet Amérique du Sud-Afrique (ASA) réunissant plus de 60 pays des deux régions.